# 优素法·穆科科
优素法·穆科科（英語：Youssoufa Moukoko，2004年11月20日—），出生于喀麦隆雅温得，德国足球运动员，司职前锋，现效力于丹麥足球超級聯賽球队哥本哈根、德国国家足球队。

## 俱乐部生涯

### 早年生涯
穆科科从2014年至2016年在圣保利U13梯队中踢球，并作为前锋在13场比赛中打进23球。2016年7月，他转会到了多特蒙德青训学院。他是多特蒙德征战U17德甲联赛中唯一的13岁球员。2019-20赛季，在穆科科14岁时，他升入了多特蒙德U19，在U19德甲联赛的首场比赛中打进6球，以9-2击败伍珀塔勒SV。他于2019年9月17日对阵巴塞罗那的比赛中完成了他的首场青年欧冠比赛，成为该赛事中出场最年轻的球员。2019年10月23日，穆科科在对阵国际米兰的比赛中打进了多特蒙德的第一粒进球，这使他成为青年欧冠中最年轻的进球球员。

### 多特蒙德
自2020年1月起，穆科科被允许在法夫尔的手下与多特蒙德的一线队一起训练。由于先前德国足协改变了德甲的出场年龄限制，他16岁生日后就有资格参加德甲联赛。2020年11月21日，他以16岁零1天的年龄为多特蒙德首次在德甲出场，在对阵柏林赫塔的第85分钟替补哈兰德出场，成为德甲历史上出场最年轻的球员，打破了沙欣的16岁334天的纪录。该场比赛以多特蒙德5-2获胜告终。2020年12月8日，他在一场对阵圣彼得堡泽尼特的欧冠比赛中替补出场，以16岁18天的年龄打破了此前由巴巴亚罗创造的16岁87天的纪录。他在2020年12月18日对阵柏林联合的一场德甲比赛中取得了一粒进球，使他成为了德甲历史上最年轻的进球者，打破了由维尔茨制造的17岁34天的记录。

## 国家队生涯
穆科科出生在喀麦隆，在国际比赛上为德国出战。他在2017年9月11日在一场3-1击败奥地利的比赛中首次为德国U16国家队出场比赛。两天后，在与同一个对手的第二场比赛中，他攻入了两粒进球，帮助德国队取得了一场2比1的胜利。当时他是U16国家队最年轻的球员。为了保护穆科科不受到过多的关注，多特蒙德和德国足协决定暂时不征召他进入国家队。

## 个人生活

### 家庭
穆科科在10岁以前与祖父母在喀麦隆首都雅温得的一个穆斯林聚居区长大。他的父亲自1990年代以来一直以德国公民的身份居住在汉堡，并于2014年夏天将儿子带到德国。穆科科有4个兄弟姐妹。他的哥哥博雷尔自2019年起在德国的一支第五级别联赛球队效力。

### 赞助
从2019年开始，穆科科与耐克签订了一份价值1000万欧元的代言合同。